# 潘州 (河南)
潘州，是中国南北朝的州。
南北朝時代北魏設置潘州。《隋書·地理志·慈丘县》记载後魏有鄭州、潘州、溱州，並開皇初废。大约在今河南省驻马店市泌阳县付庄乡古城村。西魏、北周沿置，隋朝成立后，隋文帝開皇三年（583年）废除潘州，合并入淮州。潘州管轄郡县不明，《北周地理志》记载潘州治所未詳，領郡县無考。